# Aurelio Rodríguez

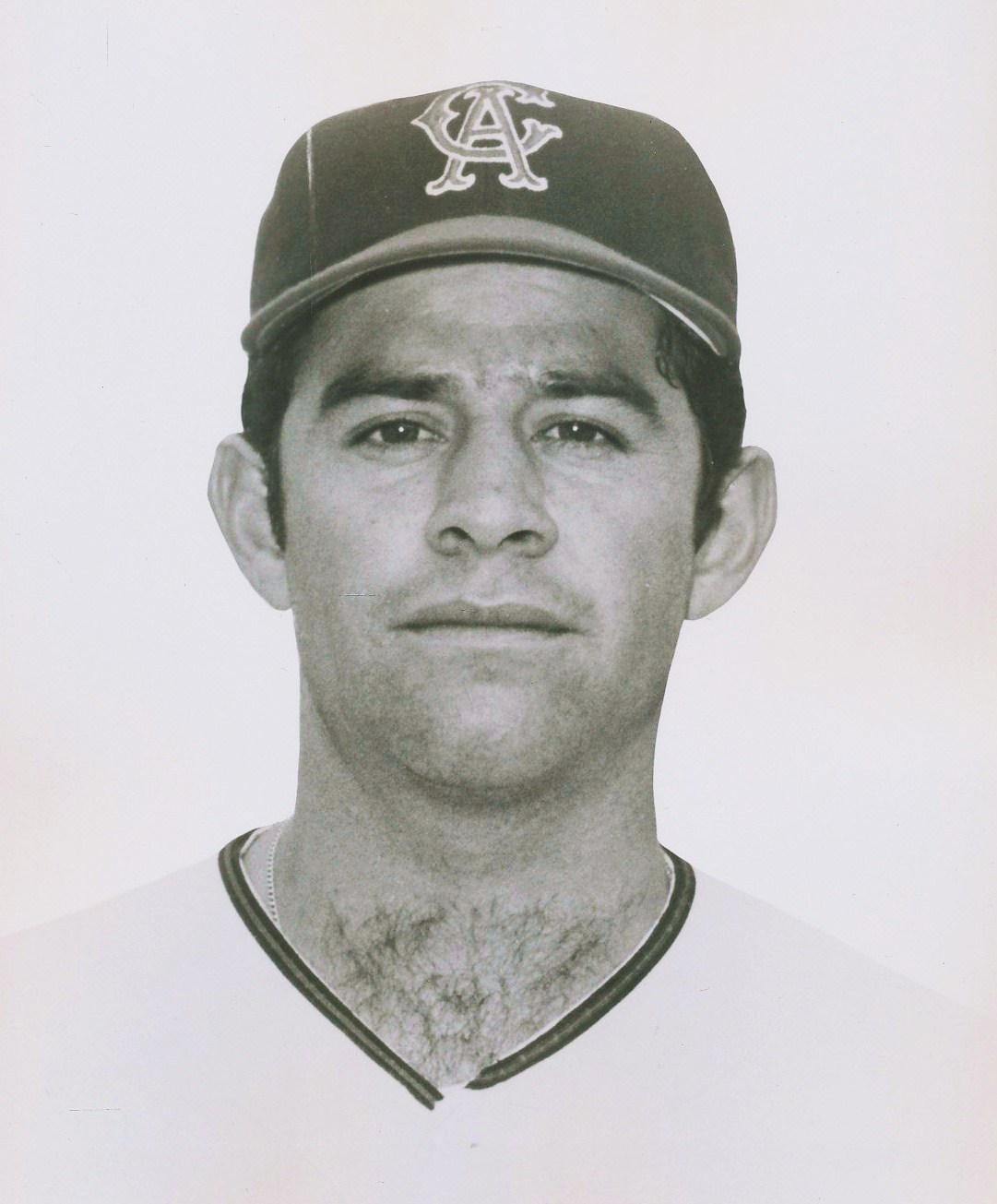
Aurelio Rodríguez (1969)

Aurelio Rodríguez Ituarte, Jr. (Cananea, Sonora, 28 de diciembre de 1947 - Detroit, Míchigan, 23 de septiembre de 2000) fue un tercera base mexicano en 7 equipos de las Grandes Ligas (1969-1983). 
Jugó inicialmente en la Liga Mexicana de Verano para los Charros de Jalisco y posteriormente fue vendido a las Ligas Mayores en donde jugó para Los Angeles Angels of Anaheim (California Angels) (1969-70), Washington Senators (1970), los Detroit Tigers (1971-79), San Diego Padres (1980), New York Yankees (1980-81), Chicago White Sox (1982, 1983) y Baltimore Orioles (1983). 
En la Liga Mexicana del Pacífico jugó con los Yaquis de Ciudad Obregón y con los Cañeros de Los Mochis. Era derecho para batear y lanzar. Su hermano mayor Francisco "Chico" Rodríguez fue  jugador de los Tigres de México en la posición de shortstop siendo vendido posteriormente al club  "Águila de Veracruz," en donde fue campeón en la temporada 1970, terminando su carrera con los "Rieleros" de Aguascalientes" cuando la franquicia emigro a la ciudad de Aguasalientes.

## De los Charros de Jalisco a los Ángeles de California
Aurelio Rodríguez inició su carrera en 1965 y 1966, jugando con los Charros de Jalisco de la Liga Mexicana, mostrando desde novato la principal característica que tuvo siempre y que los llevaría a las Ligas Mayores: su fildeo en la tercera base y su fuerte brazo. Visto por los scouts (visores) en la Liga Mexicana fue vendido a las Ligas Mayores con California Angels en 1967 y posteriormente fue negociado a los Washington Senators cerca del final de la década de 1970. Fue a Detroit al terminar la temporada de 1970 en un cambio múltiple de ocho jugadores que trajo a Denny McLain ganador de 31 juegos en 1968, a los Senators. Irónicamente McLain no volvería a ganar tantos juegos, tuvo temporada perdedora y estaría fuera del béisbol en 1971 mientras Aurelio Rodríguez sería el titular de la tercera base de los felinos por ocho años.

## Guante de Oro en 1975
Aurelio Rodríguez fue un modelo de la consistencia en la tercera base para los Tigres durante los años 70s. Demostró no ser un buen bateador, pero tenía manos seguras y fue bendecido con un brazo fuerte y exacto. En 1975, ganó el guante de oro (Gold Glove Award), siendo el primer tercera base de la  Liga Americana desde 1959, al ganarle a Brooks Robinson el cual tenía 16 guantes de Oro seguidos. Aurelio Rodríguez también lideró el porcentaje de fildeo como tercera base de la liga en 1976 y 1978. Jugando para los Yankees en la Serie Mundial de 1981, bateó para .417 (de 12-5). Su carrera de las Grandes Ligas con siete equipos terminó en 1983.

## Su desempeño en las Ligas Mayores
Rodríguez promedió .237 con 124 home runs y 648 carreras producidas en 2017 juegos. Su temporada más productiva fue la de 1970, cuando fijó sus números máximos en cuanto a home runs (19), producidas (83), anotadas (70) y bases robadas (15) todavía jugando para Washington Senators.

## Su carrera en las Ligas Menores
Aurelio Rodríguez jugó en la Liga Mexicana de Béisbol hasta 1987 y fue entrenador en las menores para Cleveland. Volvió a la Liga Mexicana como mánager y condujo a la victoria a los Sultanes de Monterrey en la Liga Mexicana de Verano en 1991 y en 1998 llevó a los Acereros de Monclova a su primera serie final.

## Muerte
El 23 de septiembre de 2000, mientras estaba de visita en Detroit, Míchigan, fue atropellado por un coche en el lado del sudoeste de la ciudad. El conductor había sufrido un infarto. Aurelio Rodríguez tenía 52 años al momento de su muerte. Su funeral en México fue muy concurrido, incluyendo al Presidente de la República en ese tiempo Ernesto Zedillo Ponce de León.
Era muy popular entre los aficionados a los Tigres y le refieren como el original A-Rod.

## Leyenda urbana
- La fotografía de la tarjeta "Topps" de Aurelio Rodríguez de 1969, es realmente una foto del batboy Leonard García de los Angels.
- Ha habido tres jugadores llamados Aurelio en la historia de las Grandes Ligas y los tres murieron en accidentes automovilísticos entre las edades de 44 y 53. Siendo ellos el pitcher relevista Aurelio López el "Buitre de Tecamachalco" y el pitcher venezolano Aurelio Monteagudo.

## Cita
- Sparky Anderson era el mánager de Aurelio Rodríguez en 1979, su último año en Detroit, y dijo: “Probablemente tenía las mejores manos que nadie, y un gran brazo. "Los únicos dos brazos que he visto como éste son el de Travis Fryman y él. Este individuo era un gran tercera base”.